# S druge strane
S druge strane kultna je predstava Nataše Rajković i Bobe Jelčića. Predstava je nastala u produkcji Zagrebačkog kazališta mladih te je po mišljenju medija i publike proglašena jednim od najznačajnih hrvatskih kulturnih proizvoda s početka 21. stoljeća. S predstavom S druge strane Zagrebačko kazalište mladih obišlo je vodeće europske kazališne festivale i kazališne metropole, promovirajući ne samo hrvatsko kazalište već i hrvatsku kulturu.
S druge strane je predstave koja se bavi životima četvero usamljenih ljudi i njihovim naporom da nam ispričaju svoje priče. Iako svaki život na kraju stane u jednu rečenicu, dobro je znati da se i tu rečenicu može reći na milijun načina.
U predstavi glume Ksenija Marinković, Jadranka Đokić, Krešimir Mikić i Nikša Butijer.
Predstava je praizvedena 21. lipnja 2006. godine. 12. svibnja 2010. svečano je obilježena 100. izvedba predstave.
Predstava je sveukupno imala 148 izvedbi te je jedna od najigranijih predstava u povijesti ZKM-a.

## Izvedbe
Predstava je premijerno izvedena 21. lipnja 2006., a od tada je gostovala na festivalima MESS u Sarajevu, Beyond Belonging u Berlinu, KunstenFESTIVALdesArts u Bruxellesu, na međunarodnom festivalu Belluard Bolwerk u Švicarskoj, festivalu Dividelna Nitra u Slovačkoj, međunarodnom kazališnom festivalu Skupi fest u Skoplju, međunarodnom kazališnom festivalu u Bugarskoj, Mittelfestu u Italiji, Stage Theatre festivalu u Helsinkiju, festivalu Divadlo u Češkoj, festivalu Europe XXL u Lilleu te na međunarodnom kazališnom festivalu Sens Interdits u Lyonu u Francuskoj. Predstava je gostovala u eminentnim kazalištima kao što su Jugoslavensko dramsko kazalište u Beogradu, Istarskom narodnom kazalištu u Puli, Centru za kulturu u Čakovcu, Slovenskom kazalištu mladih u Ljubljani, Pučkom otvorenom učilištu u Velikoj Gorici, Crnogorskom narodnom kazalištu u Podgorici, Brut Wienu u Beču, Makedonskom narodnom kazalištu u Skoplju, te na BOK festivalu u Bjelovaru, festivalu glumca u Vinkovcima, Osječkom ljetu kulture i Dubrovačkim ljetnim igrama.

## Nagrade
Nagrađivana je brojnim nagradama među kojima su i nagrade na 17. Marulićevim danima u Splitu 2007. za najbolju predstavu u cjelini, zatim posebnu nagradu ocjenjivačkog suda za dramski materijal Nataši Rajković i Bobi Jelčić i Marul za glumačka ostvarenja Kseniji Marinković i Nikši Butjeru. Na 14. Međunarodnom festivalu malih scena u Rijeci 2007. Ksenija Marinković osvojiila je nagradu za najbolju žensku ulogu, dok su Nataša Rajković i Bobo Jelčić dobili nagradu Veljko Maričić za najbolju dramaturgiju. Ksenija Marinković je 2007. osvojila Vjesnikovu nagradu "Dubravko Dujšin", dok su na 31. Danima satire 2007. Nataša Rajković i Bobo Jelčić osvojili nagradu Zlatni smijeh za najbolji tekst a Nikša Butijer osvojio je glumačku nagradu, kao i nagradu Orlando na Dubrovačkim ljetnim igrama 2007.

## Vanjske poveznice
- Stranice Zagrebačkog kazališta mladih[neaktivna poveznica]